# William Martensen
William Christian Heinrich Martensen (* 22. August 1858 in Hennstedt; † 9. August 1950 in Schleswig) war ein deutscher evangelisch-lutherischer Pastor und Heimatforscher.

## Leben und Wirken
William Martensen war ein Sohn von Peter Detlef Friedrich Martensen (* 22. März 1829 in Nübel; † 5. August 1829 in Kahleby) und dessen Ehefrau Luise Eleonore Johanna, geborene von Zerßen (* 16. Mai 1826 im Fährhaus von Missunde; † 26. August 1907 in Schleswig). Der Vater arbeitete von 1851 bis 1854 als Lehrer und Organist in Dakendorf, von 1854 bis 1864 in Hennstedt, und von 1864 bis 1889 in Treia. Seine Vorfahren lebten dokumentiert seit Beginn des 1800 in Idstedt und waren dort als Bauern tätig. Die Eltern der Mutter waren Ludwig von Zerßen (1773–1858) und dessen Ehefrau Eleonore Magdalena, geborene Siemsen.
Martensen verbrachte Kindheit und Jugend in Hennstedt und Treia. Sein Vater und der örtliche Geistliche erteilten ihm ersten Unterricht. Von 1870 bis zum Abitur 1878 besuchte er das Christianeum. Er erhielt ein Stipendium für ein Theologie- und Philosophiestudium in Leipzig, Tübingen und Kiel. Während des Studiums hörte er bei Karl Friedrich August Kahnis, Christoph Ernst Luthardt, Franz Julius Delitzsch, Carl Heinrich Weizsäcker, August Klostermann, Friedrich Nitzsch und im letzten Semester Erich Haupt. Wie bei seinen Eltern handelte es sich um Pädagogen, die ein klares Luthertum verfolgten. Martensen wirkte so als Pastor später patriarchalisch und orientierte sich am Konfessionalismus.

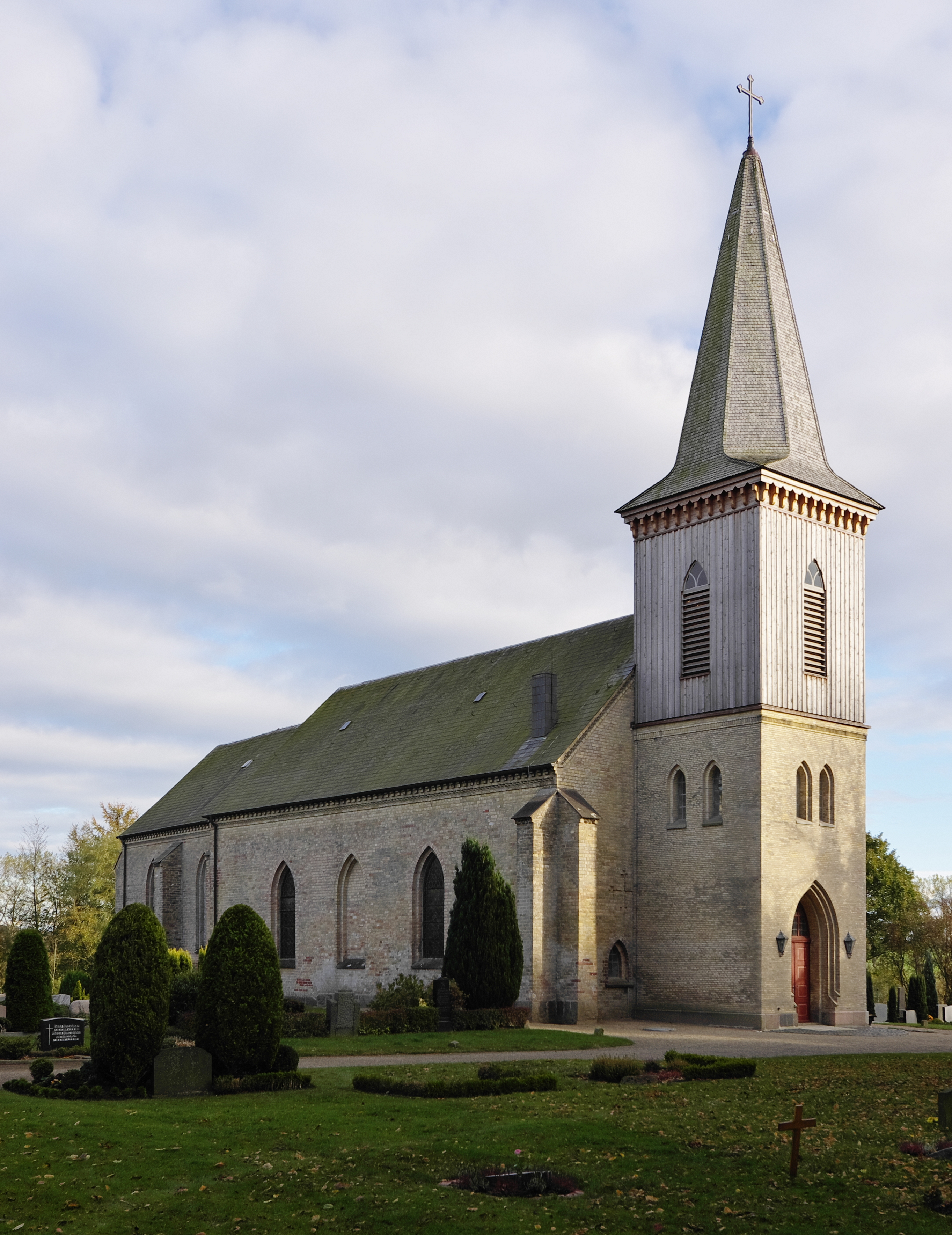
St. Marien (Kahleby)

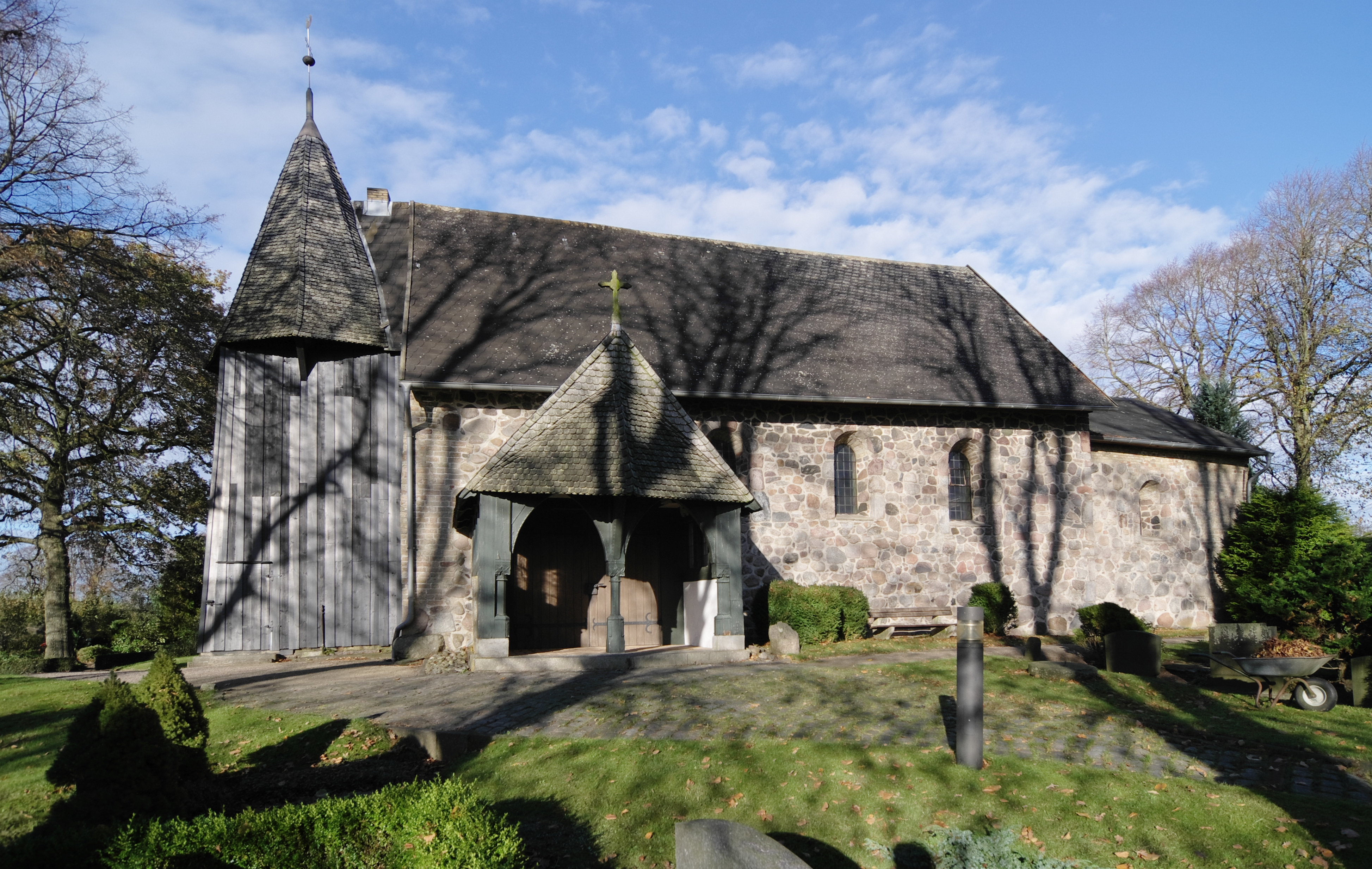
St. Jakobus (Moldenit)

Nach dem Tentamen 1881 in Kiel arbeitete Martensen als Praktikant in Süderstapel. An Ostern 1884 wurde er examiniert. Da er als Pfarrer absehbar auch eine Schulinspektion durchlaufen musste, besuchte er zur Vorbereitung im Sommer 1884 für sechs Wochen einen Lehrerseminarkurs für Theologen in Eckernförde. Am 25. Oktober 1884 wurde er in Garding ordiniert. Danach arbeitete er für kurze Zeit als Adjunkt in Ülsby. 1886 erhielt er eine Stelle als Pastor an der Kirche von Eggebek. 1889 bewarb er sich um eine kombinierte Pfarrstelle von Kahleby-Moldenit (heute Ortsteile von Schaalby). Nach einer Wahl von Mitgliedern beider Gemeinden wurde er am 19. Mai 1889 im Amt eingeführt. Hier blieb er über 36 Jahre.
Martensen heiratete 1886 in Wandsbek Bertha Juliane Maria Kladt (* 27. Juli 1861 in Pernambuco; † 5. Mai 1919 in Kahleby). Das Ehepaar hatte vier Söhne und drei Töchter. Der Sohn Arthur (* 15. September 1899) übernahm die Pastorenstelle seines Vaters in Kahleby-Moldenit, die er von 1925 bis 1953 innehatte.

## Werke
Martensen erforschte die Heimatgeschichte der Kirchspiele Kahleby und Moldenit. Im Jahr 1897 trat eine Konsistorialverfügung in Kraft, gemäß der für alle evangelisch-lutherische Kirchengemeinden der Provinz Schleswig-Holstein Chroniken angelegt und fortgeschrieben werden mussten. Martensen nahm dies zum Anlass, sich intensiv und weit über den vorgeschriebenen Umfang hinaus mit der Historie der Dörfer seines Amtsbezirks zu beschäftigten. Von 1900 bis 1902 hielt er seine Erkenntnisse schriftlich fest. Die umfangreiche Arbeit ging nicht in den Druck.
Martensen erarbeitete eine statistisch fundierte Topographie der Region. Er stellte diese als komplexes Zusammenwirken sozialer und wirtschaftlicher Aspekte dar. Hinsichtlich Kirche und Kirchlichkeit sind Ansätze einer Religionssoziologie zu finden. Gemeinsam mit seinem Freund Johannes Henningsen überarbeitete er das Buch Angeln von Hans Nicolai Andreas Jensen. Das 1922 publizierte Werk gilt bis heute als eine der umfangreichsten und bedeutendsten Regionalchroniken Schleswig-Holsteins. Martensen arbeitete darüber hinaus beständig im „Angler Heimatverein“ und im „Verein für Schleswig-Holsteinische Kirchengeschichte“ mit.
Martensen gehörte dem „Ostangelschen Predigerkonvent“ an und war ab 1909 dessen Senior. Er hielt die Geschichte der geistlichen Bruderschaft und Interessenvertretung von der Gründung 1680 bis zur Auflösung 1939 schriftlich fest.